# ノア・モリソン
ノア・モリソン（Noah Morrison、1994年8月27日 - ）は、カナダのブリティッシュコロンビア州出身のフリースキーヤー。2015年に開催されたWinter X Gamesのビッグエアー種目で8位。カナダのフリースタイルスキーナショナルチーム所属。

## 生い立ち
趣味はトランポリンとゴルフ。

## 戦歴
- X Games Aspen 2015	SKI Big Air	8th
- Winter X Games Tignes 2013	SKI Slopestyle	8th
- Winter X Games Aspen 2013	SKI Slopestyle	13th

## スポンサー
- ARMADA
- GIRO
- SILVERSTAR
- CLOTHING